# Rock in Rio
Rock in Rio е лайф албум на Iron Maiden, записан по време на фестивала Rock in Rio, който те оглавяват. Тук групата се сблъсква с най-многобройната публика, пред която е свирила някога – 250 000 души. Записът включва както добре познати парчета, изпълнения на Iron Maiden и Run to the Hills с почти студийно качество, така и новите The Wicker Man и Brave New World. Завърналият се Брус Дикинсън изпява и някои парчета (Sign of the Cross и The Clansman) от периода с Бейли.
Rock in Rio се счита за най-добрия лайф албум на групата. Основната разлика е, че парчетата от преди Brave New World включват Дейв Мъри и/или Яник Герс или Ейдриън Смит. Албумът става златен в Бразилия.

### Диск Едно
- Intro – 1:55
- The Wicker Man – 4:41
- Ghost of the Navigator – 6:48
- Brave New World – 6:06
- Wrathchild – 3:25
- 2 Minutes to Midnight – 6:26
- Blood Brothers – 7:15
- Sign of the Cross – 10:49
- The Mercenary – 4:42
- The Trooper – 7:05

### Диск Две
- Dream of Mirrors – 9:38
- The Clansman – 9:19
- The Evil That Men Do – 4:40
- Fear of the Dark – 7:40
- Iron Maiden – 5:51
- The Number of the Beast – 5:00
- [Hallowed Be Thy Name]] – 7:23
- Sanctuary – 5:17
- Run to the Hills – 4:52

## Състав
- Брус Дикинсън – вокали
- Дейв Мъри – китара
- Яник Герс – китара
- Ейдриън Смит – китара, беквокали
- Стив Харис – бас, беквокали
- Нико Макбрейн – барабани

и
- Майкъл Кени – кийборд

## Място в Класациите
- Финландия – 8
- Германия – 13
- Швеция – 14
- Великобритания – 15
- Чехия – 17
- Франция – 25
- Белгия – 28
- САЩ – 186